# Efraín Ugueto
Efraín José Ugueto Zárraga (Caracas, Venezuela, 1976) es un pintor, escultor, fotógrafo e instalador venezolano que reside y trabaja entre Venezuela y Costa Rica.

## Biografía
Efraín Ugueto estudio Diseño Industrial en el Instituto Universitario de Tecnología Antonio José de Sucre de Caracas e Instituto Universitario de Estudios Superiores de Artes Plásticas Armando Reverón (IUESAPAR)

## Exposiciones colectivas
- 2019 Cálculo de las proporciones, Obra: Kit dispositivos Post-reales, noviembre, Caracas, Venezuela, 1er Premio.
- 2018 Festival de arte in situ Bazancourt, Obra: Cuerpo y Nacionalidad Improvisada, octubre París, Francia
- 2018 LaNobienal, Obra: Sumario Mitomorfico de flujo, octubre San José - Costa Rica
- 2018 Caracas RESET! en La Colonie, Obra: Intercruzamiento, 10 mayo París, Francia
- 2017 Festival Carré Latin ,  Palais Royal,  Obra: Interprogresiones,octubre, París, Francia
- 2017 Exposición Swab Barcelona 2017, Obra: Interprogresiones, septiembre, Barcelona, España
- 2016 Galería GBGARTS, Colectivo Oasis, Obra: InterCruzamientos, mayo, Caracas, Venezuela
- 2016 Arte Pop Contemporáneo - Colectivo, galería D´Museo, Obra: Meta Logos de poder 004 y 005, abril, Caracas,Venezuela
- 2015 Muestra trabajos página Web ArtRepresent, Londres, Inglaterra.
- 2014 Centro de Arte colina Creativa. Obra: Código y recorrido. Mayo, Caracas, Venezuela
- 2014 Mural CODIGOS CROMOMUTABLES. Lugar: Centro de Arte los Galpones, febrero Caracas, Venezuela,
- 2012 Bienal Arturo Michelena Nº 66. Obra: Ensayos de lo circunscrito… octubre, Caracas, Venezuela
- 2012 Encuentro Internacional de arte “ESPACIAL-Casa Blanca”. Obra: Mural –Los mismos códigos… Paysandú. Uruguay mayo
- 2011 Proyecto 444 leones para Caracas, auspiciado por Alcaldía mayor de Caracas: Obra Embaléon. Septiembre, Caracas, Venezuela
- 2007 7.º Salón PIRELLI. Tema: Relámpago del Catatumbo. Obra: Entre las ondas relampaguea… Caracas – diciembre, Venezuela
- 2006 Jóvenes con Fía  2006.  Tema: “Balance y Desvalance”   artes visuales. Obra: Mc Adora. Junio, Caracas, Venezuela
- 2003 VI Salón Pirelli de Jóvenes Artistas, Museo de Arte Contemporáneo de Caracas Sofía Imber, obra: Frida Kellogg´s, Caracas, Venezuela